# Lastaurina biezankoi
Lastaurina biezankoi là một loài ruồi trong họ Asilidae. Lastaurina biezankoi được Carrera & Papavero miêu tả năm 1962. Loài này phân bố ở vùng Tân nhiệt đới.